# Sender Raichberg

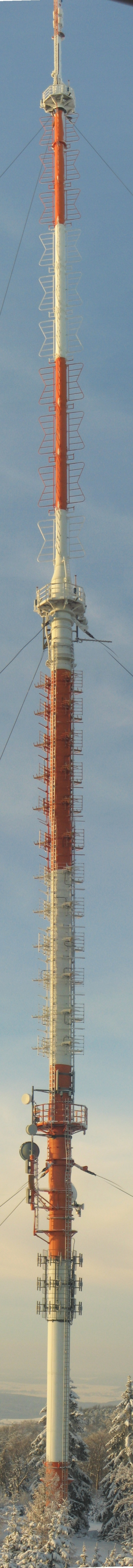
Mast

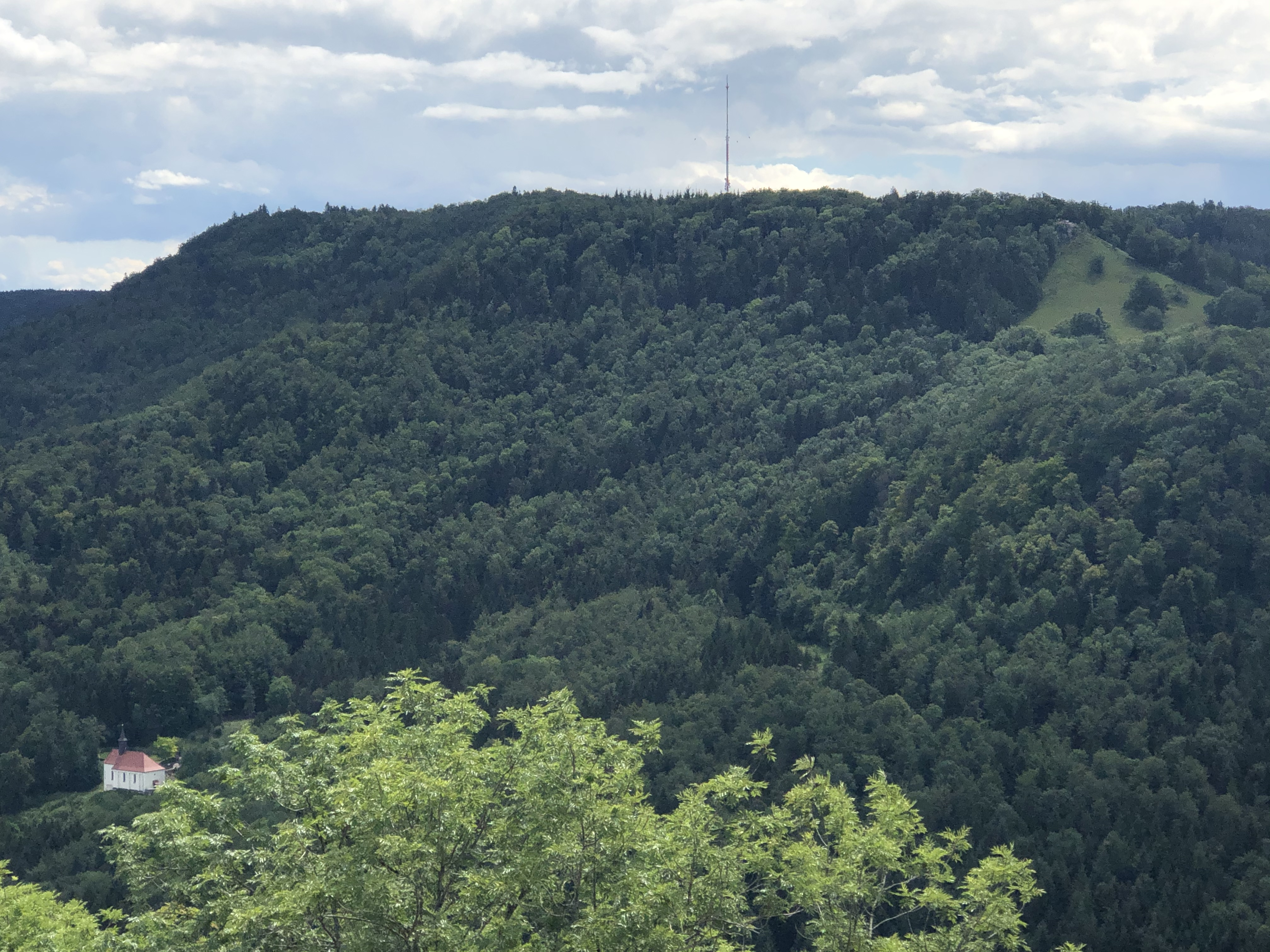
De Sender Raichberg von der Burg Hohenzollern aus gesehen, rechts das Zeller Horn, links unten die Wallfahrtskapelle Maria Zell

Der Sender Raichberg steht auf dem Raichberg auf der südwestlichen Schwäbischen Alb auf der Gemarkung des Albstädter Stadtteils Onstmettingen im Zollernalbkreis.
Dort befindet sich seit 1950 ein Grundnetzsender des Südwestrundfunks (ehemals Südwestfunk) für Hörfunk und Fernsehen. Als Antennenträger wird ein 1971 errichteter, weithin sichtbarer, 137 Meter hoher, abgespannter Stahlrohrmast verwendet. Zusätzlich existiert noch ein als freistehender Stahlfachwerkturm ausgeführter Richtfunkturm.

## Aufbau
Der Sendemast besteht aus zwei Segmenten: Der untere Teil mit einem Durchmesser von 1,50 Meter trägt die Antennen für DAB-, Richtfunk-, Mobilfunk- und UKW, der obere Teil die UHF-Antenne für DVB-T. Vor dem Umbau 2007 bestand der Sendemast aus drei Segmenten mit einer Gesamthöhe von 147 Metern.

## Geschichte
Der Sender Raichberg ging am 23. Dezember 1950 als UKW-Sender für das erste Hörfunkprogramm des Südwestfunks SWF 1 in Betrieb. Zu dieser Zeit war die Sendeantenne auf dem Aussichtsturm, der noch heute nahe dem aktuellen Sender steht, montiert. Ab dem 24. Dezember 1954 wurde ein 57 Meter hoher Stahlrohrmast als Antennenträger verwendet. Da dieser Sendemast die Antennen für die Ausstrahlung des Fernsehprogramms nicht tragen konnte, ging 1971 der heutige, ursprünglich 147 Meter hohe Stahlrohrmast in Betrieb. Ab dem 20. September 2007 wurde der Sendemast auf das bevorstehende digitale Fernsehen DVB-T umgerüstet. Hierzu wurde die alte analoge VHF-Sendeantenne demontiert und eine neue 62 Meter hohe UHF-Antenne für DVB-T montiert. Dadurch schrumpfte der Sendemast von 147 auf 137 Meter.

## Versorgungsgebiet
Das Versorgungsgebiet des Senders umfasst hauptsächlich die Region Neckar-Alb, den nördlichen Teil der Region Schwarzwald-Baar-Heuberg und den südlichen Teil der Region Nordschwarzwald. Durch seinen exponierten Standort sind die Programme aber auch weit darüber hinaus zu empfangen. Vor der Fusion von SDR und SWF zum SWR 1998 spielte der Sender eine wichtige Rolle bei der Versorgung der Region Stuttgart mit den Programmen des SWF, da vom Stuttgarter Fernsehturm bis dato die Programme des SDR abgestrahlt wurden.
Durch die hügelige Landschaft der Schwäbischen Alb in südlicher Richtung weisen einige Tallagen des Zollernalbkreises und des Landkreises Sigmaringen teils große Empfangsschwierigkeiten auf. Aus diesem Grund werden Füllsender für UKW-Rundfunk in Albstadt-Ebingen (Sender Eyachtal) auf dem Malesfelsen und Albstadt-Laufen (Sender Gräbelesberg) betrieben.

## Frequenzen und Programme

### Analoges Radio (UKW)
| Frequenz (MHz) | Logo | Programm               | RDS PS             | RDS PI                | Regionalisierung    | ERP (kW) | Richtcharakteristik rund (ND)/gerichtet (D) | Polarisation horizontal (H)/vertikal (V) |
| -------------- | ---- | ---------------------- | ------------------ | --------------------- | ------------------- | -------- | ------------------------------------------- | ---------------------------------------- |
| 88,3           |      | SWR1 Baden-Württemberg | SWR1_BW_           | D301                  | Baden-Württemberg   | 40       | ND                                          | H                                        |
| 91,8           |      | SWR Kultur             | SWR_Kult           | D3A2                  | Baden-Württemberg   | 40       | ND                                          | H                                        |
| 94,3           |      | SWR3                   | __SWR3__           | D3A3                  | Alb/Allgäu/Bodensee | 40       | ND                                          | H                                        |
| 103,4          |      | Antenne 1              | Antenne1_ ANTENNE1 | D60A (regional), D30A | Reutlingen          | 50       | D (230–140°)                                | H                                        |
| 107,3          |      | SWR4 Baden-Württemberg | SWR4_TU_           | D704                  | Radio Tübingen      | 25       | ND                                          | H                                        |

### Digitales Radio (DAB)
DAB+ wird in vertikaler Polarisation und im Gleichwellenbetrieb (SFN) mit anderen Sendern ausgestrahlt.
Bis zum 12. Januar 2012 wurden auf DAB-Kanal 12B die Radioprogramme des SWR und des Deutschlandradio (Deutschlandfunk (64 kbps-M), Deutschlandradio Kultur (128 kbps)) und DRadio Wissen (64/kbps) gesendet. Aufgrund des Neustarts des Digitalradios wurde ein Kanalwechsel vollzogen, die Programme des Deutschlandradio werden zusammen mit anderen seit dem 30. November 2015 auf Kanal 5C ausgestrahlt.
| Block                       | Programme (Datendienste) | ERP (kW) | Antennen- diagramm rund (ND), gerichtet (D) | Polarisation horizontal (H)/ vertikal (V) | Gleichwellennetz (SFN) |
| --------------------------- | --- | -------- | ------------------------------------------- | ----------------------------------------- | --- |
| 5C DRDeutschland (D__00188) | DAB+ Block der Media Broadcast: - Absolut relax (72 kbps) - Dlf (104 kbps) - Dlf Kultur (112 kbps) - Dlf Nova (104 kbps) - DRadio DokDeb (48 kbps) - Energy Digital (72 kbps) - ERF Plus (64 kbps) - Klassik Radio (72 kbps) - Radio Bob (72 kbps) - Radio Horeb (48 kbps) - Radio Schlagerparadies (64 kbps) - Schwarzwaldradio (64 kbps) - sunshine live (72 kbps) - DRadio Daten (32 kbps Daten) - EPG Deutschland (16 kbps Daten) - TPEG (16 kbps Daten) - TPEG_MM (16 kbps Daten) | 10       | ND                                          | V                                         | - Baden-Württemberg: Aalen, Baden-Baden (Fremersberg), Bad Mergentheim, Blauen, Brandenkopf, Donaueschingen, Feldberg im Schwarzwald, Freiburg (Vogtsburg-Totenkopf), Geislingen (Oberböhringen), Großerlach (Hohe Brach), Heidelberg (Königstuhl), Heilbronn (Schweinsberg), Hochrhein (Rickenbach), Hornisgrinde, Pforzheim (Schömberg-Langenbrand), Raichberg, Ravensburg (Höchsten), Reutlingen, Stuttgart (Frauenkopf), Ulm (Kuhberg) - Bayern: Amberg (Hirschau), Aschaffenburg (Pfaffenberg), Augsburg (Hotelturm), Bad Tölz (Gaißach), Bamberg (Geisberg), Büttelberg, Brotjacklriegel, Dillberg, Grünten, Herzogstand, Hochberg (Traunstein), Hoher Bogen, Inntal (Ebbs), Ingolstadt (Gelbelsee), Kreuzberg/Rhön, Landshut (Altdorf), München (Olympiaturm), Nennslingen (Büchelberg), Nürnberg, Oberammergau, Ochsenkopf, Passau, Pfänder, Pfaffenhofen, Pfarrkirchen, Pfronten, Regensburg (Hohe Linie), Unterringingen, Untersberg, Wendelstein (Bayrischzell), Würzburg (Frankenwarte) - Berlin: Berlin (Alexanderplatz), Berlin (Scholzplatz) - Brandenburg: Bad Belzig, Booßen, Brandenburg/Havel, Calau, Casekow, Cottbus, Eisenhüttenstadt, Petkus, Pritzwalk, Templin - Bremen: Bremen (Walle), Bremerhaven-Schiffdorf - Hamburg: Hamburg (Moorfleet), Hamburg (Heinrich-Hertz-Turm) - Hessen: Bad Hersfeld (Rimberg), Biedenkopf (Sackpfeife), Fulda (Hummelskopf), Frankfurt (Europaturm), Gelnhausen (Schnepfenkopf), Gießen (Dünsberg), Großer Feldberg, Hardberg, Hohe Wurzel, Hoher Meißner, Kassel (Habichtswald), Mainz-Kastel - Mecklenburg-Vorpommern: Garz (Rügen), Güstrow, Malchin, Neubrandenburg-Süd, Rostock (Toitenwinkel), Röbel, Schwerin (Zippendorf-Gr.Dreesch), Torgelow, Wismar/Rüggow, Züssow - Niedersachsen: Aurich-Popens, Braunschweig (Broitzem), Braunschweig (Drachenberg), Cuxhaven-Stadt, Dannenberg, Göttingen (Bovenden-Osterberg), Hannover (Telemax), Lingen, Lüneburg-Neu Wendhausen, Molbergen-Peheim, Osnabrück (Bramsche-Schleptruper Egge), Hildesheim (Sibbesse), Steinkimmen, Uelzen, Visselhövede, Wilhelmshaven - Nordrhein-Westfalen: Aachen (Karlshöhe), Bielefeld (Hünenburg), Bonn (Venusberg), Dortmund (Florianturm), Düsseldorf (Rheinturm), Eggegebirge, Herscheid, Hochsauerland (Hunau), Hürtgenwald-Großhau, Köln (Colonius), Langenberg, Lügde-Rischenau (Köterberg), Minden (Jakobsberg), Münster (Fernmeldeturm), Schöppingen, Siegen-Süd, Wesel - Rheinland-Pfalz: Bad Kreuznach (Schanzenkopf), Bad Marienberg (Westerwald), Bornberg, Daun (Eifel), Edenkoben (Kalmit), Heckenbach-Schöneberg (Ahrweiler), Idar-Oberstein, Kaiserslautern, Kettrichhof, Koblenz (Kühkopf), Trier (Petrisberg) - Saarland: Merzig-Merchingen, Saarbrücken (Schoksberg) - Sachsen: Chemnitz, Dresden, Geyer, Leipzig, Löbau, Neustadt, Oschatz, Schöneck, Zwickau Ost - Sachsen-Anhalt: Brocken, Burg, Dequede, Petersberg, Pettstädt (Weißenfels), Schneidlingen, Wittenberg - Schleswig-Holstein: Bungsberg, Flensburg, Heide, Helgoland, Hennstedt, Kiel (Kronshagen), Lübeck (Stockelsdorf), Schleswig, Niebüll (Süderlügum), Westerland (Sylt) - Thüringen: Bleßberg (Sonneberg), Erfurt-Hochheim, Gera, Inselsberg, Jena (Oßmaritz), Kulpenberg, Saalfeld (Remda), Lobenstein (Sieglitzberg), Weimar (Ettersberg) |
| 8C Antenne DE (D__00361)    | DAB-Block von Antenne Deutschland: - 80s80s (72 kbps) - 90s90s (72 kbps) - Absolut Bella (72 kbps) - Absolut Germany (72 kbps) - Absolut HOT (72 kbps) - Absolut Oldie (72 kbps) - Absolut TOP (72 kbps) - AIDAradio (72 kbps) - Ballermann Radio (72 kbps) - Beats Radio (72 kbps) - Brillux Radio (72 kbps) - Nostalgie (72 kbps) - Oldie Antenne (72 kbps) - RTL Radio (72 kbps) - Rock Antenne (72 kbps) - Toggo Radio (72 kbps)                                                   | 10       | ND                                          | V                                         | - Baden-Württemberg: Blauen, Donaueschingen, Freiburg (Vogtsburg-Totenkopf), Pfänder, Raichberg, Ravensburg (Höchsten) |
| 8D SWR BW S (D__00235)      | DAB+ Block des SWR - SWR1 BW (112 kbps) - SWR Kultur (128 kbps) - SWR3 (Rheinland bis Bodensee) (112 kbps) - SWR4 FN (Studio Friedrichshafen) (112 kbps) - SWR4 FR (Südbaden) (112 kbps) - SWR4 S (Studio Stuttgart) (112 kbps) - SWR4 TU (Studio Tübingen) (112 kbps) - SWR4 UL (Studio Ulm) (112 kbps) - SWR Aktuell (72 kbps) - DASDING (112 kbps) - EPG (24 kbps) - TPEG (16 kbps)                                                                                                 | 10       | ND                                          | V                                         | Bad Urach, Baiersbronn, Blauen, Brandenkopf, Eggberg (Bad Säckingen), Elzach Elztal, Eyachtal (Albstadt-Ebingen), Feldberg im Schwarzwald, Freiburg (Schönberg), Hornisgrinde, Raichberg, Reutlingen (Scheibengipfel), Reifersberg, Schramberg, Rottweil (Deilingen), Schutterlindenberg, Sigmaringen, Ulm/Kuhberg, Villingen-Schwenningen, Wannenberg, Witthoh |
| 11B OAS BW (D__00201)       | DAB+ Block der ON AIR support GmbH - Antenna BW (72 kbps) - Antenne 1 (72 kbps) - baden.fm (72 kbps) - bigFM (72 kbps) - Die Neue 107.7 (72 kbps) - die neue welle (72 kbps) - Energy Stuttgart (72 kbps) - Donau 3 FM (72 kbps) - egoFM (72 kbps) - Hitradio Ohr (72 kbps) - Radio 7 (72 kbps) - Radio Regenbogen (72 kbps) - Rock FM (72 kbps) - Das Neue Radio Seefunk (72 kbps) - Radio Teddy (72 kbps) - Radio Ton (72 kbps)                                                      | 10       | ND                                          | V                                         | Aalen, Alpirsbach, Bad Mergentheim, Baden-Baden (Merkur), Baiersbronn, Blauen, Brandenkopf, Donaueschingen, Freiburg (Schönberg), Forbach, Geislingen (Oberböhringen), Heidelberg (Königstuhl), Heilbronn (Schweinsberg), Hochrhein (Rickenbach), Hornisgrinde, Karlsruhe (Grünwettersbach), Kempten, Kreuzwertheim, Lahr (Schutterlindenberg), Langenburg, Mudau, Pfänder, Pforzheim (Langenbrand), Raichberg, Ravensburg (Höchsten), Reutlingen, Schramberg/Sulgen-Süd, Stuttgart (Frauenkopf), Tuttlingen (Witthoh), Ulm (Kuhberg) |

## Ehemalige Frequenzen

### Digitales Fernsehen (DVB-T)
Am 27. November 2007 wurde die analoge terrestrische Verbreitung des Fernsehprogramms Das Erste beendet und der Sender Raichberg auf DVB-T umgestellt. Die Fernsehumsetzer für das ZDF und das SWR Fernsehen wurden ebenfalls stillgelegt.
Am 24. Oktober 2018 wurde der DVB-T Sender ersatzlos abgeschaltet.
Bis zum 24. Oktober 2018 waren mit einem DVB-T-Empfänger folgende zwölf Programme zu empfangen:
| Kanal | Frequenz (MHz) | Multiplex                            | Programme im Multiplex                                                                                                 | ERP (kW) | Antennen diagramm rund (ND)/ gerichtet (D) | Polarisation horizontal (H)/ vertikal (V) | Modulations- verfahren | FEC | Guard- intervall | Bitrate (MBit/s) | SFN                                                 |
| ----- | -------------- | ------------------------------------ | --- | -------- | ------------------------------------------ | ----------------------------------------- | ---------------------- | --- | ---------------- | ---------------- | --------------------------------------------------- |
| 43    | 650            | ARD Digital (SWR)                    | - Das Erste (SWR) - ARTE - Phoenix - One                                                                               | 50       | ND                                         | H                                         | 16-QAM                 | 2/3 | 1/4              | 13,27            | Raichberg, Ravensburg, Ulm-Ermingen                 |
| 40    | 626            | ARD regional (SWR) Baden-Württemberg | - SWR Fernsehen (Baden-Württemberg) - hr-fernsehen - Bayerisches Fernsehen (Schwaben/Altbayern) - WDR Fernsehen (Köln) | 50       | ND                                         | H                                         | 16-QAM                 | 2/3 | 1/4              | 13,27            | Raichberg, Ravensburg, Ulm-Ermingen                 |
| 22    | 482            | ZDFmobil                             | - ZDF - 3sat - ZDFinfo - KiKA (6–21 Uhr) / ZDFneo (21–6 Uhr)                                                           | 50       | ND                                         | H                                         | 16-QAM (8-k-Modus)     | 2/3 | 1/4              | 13,27            | Donaueschingen, Raichberg, Ravensburg, Ulm-Ermingen |

### Analoges Fernsehen (PAL)
Bis zur Umstellung am 27. November 2007 auf DVB-T wurden folgende Programme in analogem PAL gesendet:
Die Sender schwacher Leistung dienten früher der Versorgung von Hechingen.
| Kanal | Frequenz (MHz) | Programm                        | ERP (kW) | Sendediagramm rund (ND)/ gerichtet (D) | Polarisation horizontal (H)/ vertikal (V) |
| ----- | -------------- | ------------------------------- | -------- | -------------------------------------- | ----------------------------------------- |
| 4     | 62,25          | Das Erste (SWR)                 | 100      | ND                                     | H                                         |
| 24    | 495,25         | ZDF                             | 0,25     | D                                      | V                                         |
| 42    | 639,25         | SWR Fernsehen Baden-Württemberg | 0,25     | D                                      | V                                         |

## Bilder

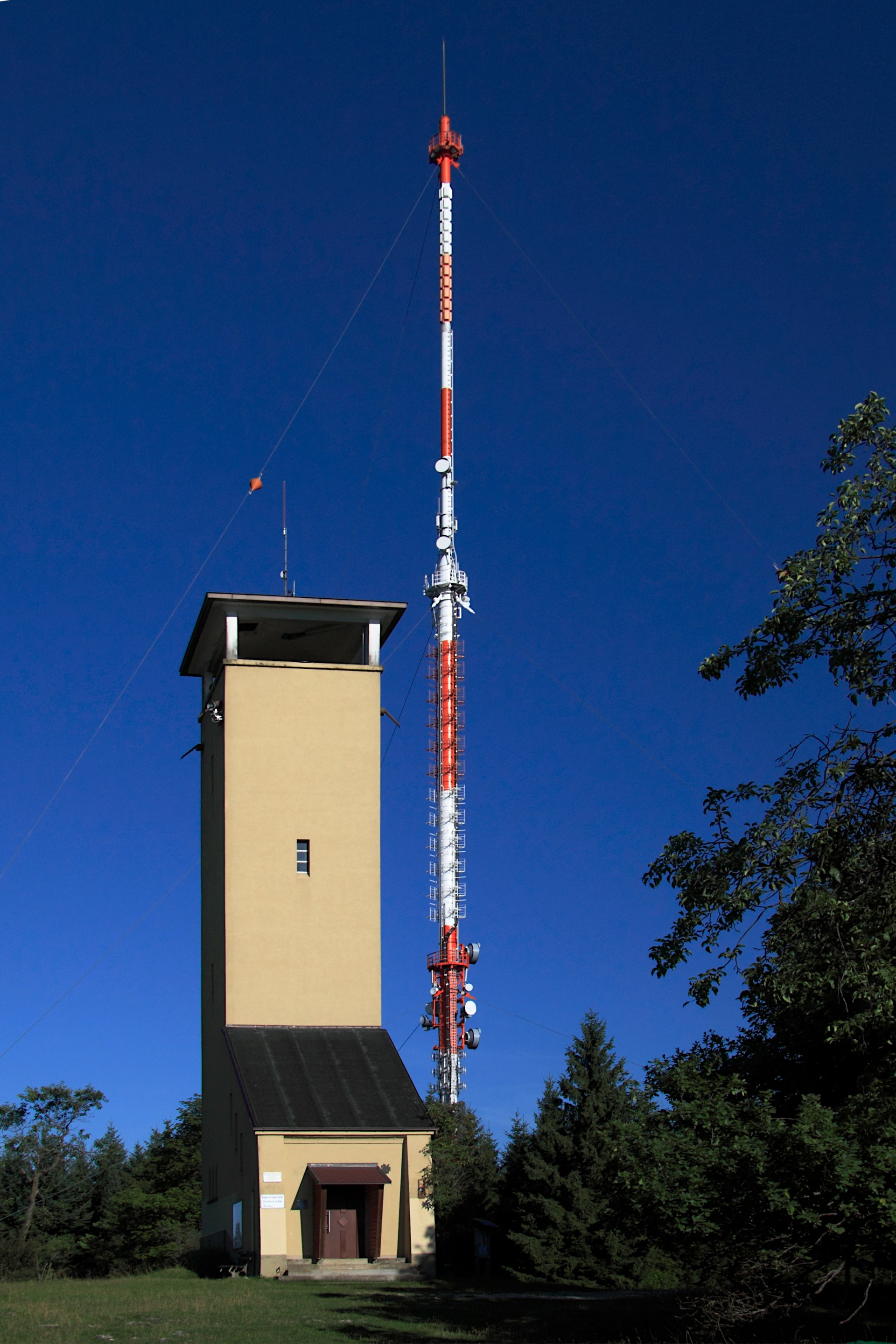
Aussichtsturm und Sendemast
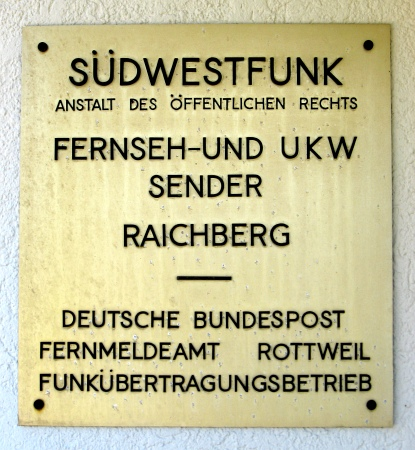
Tafel am SWR- Sendergebäude
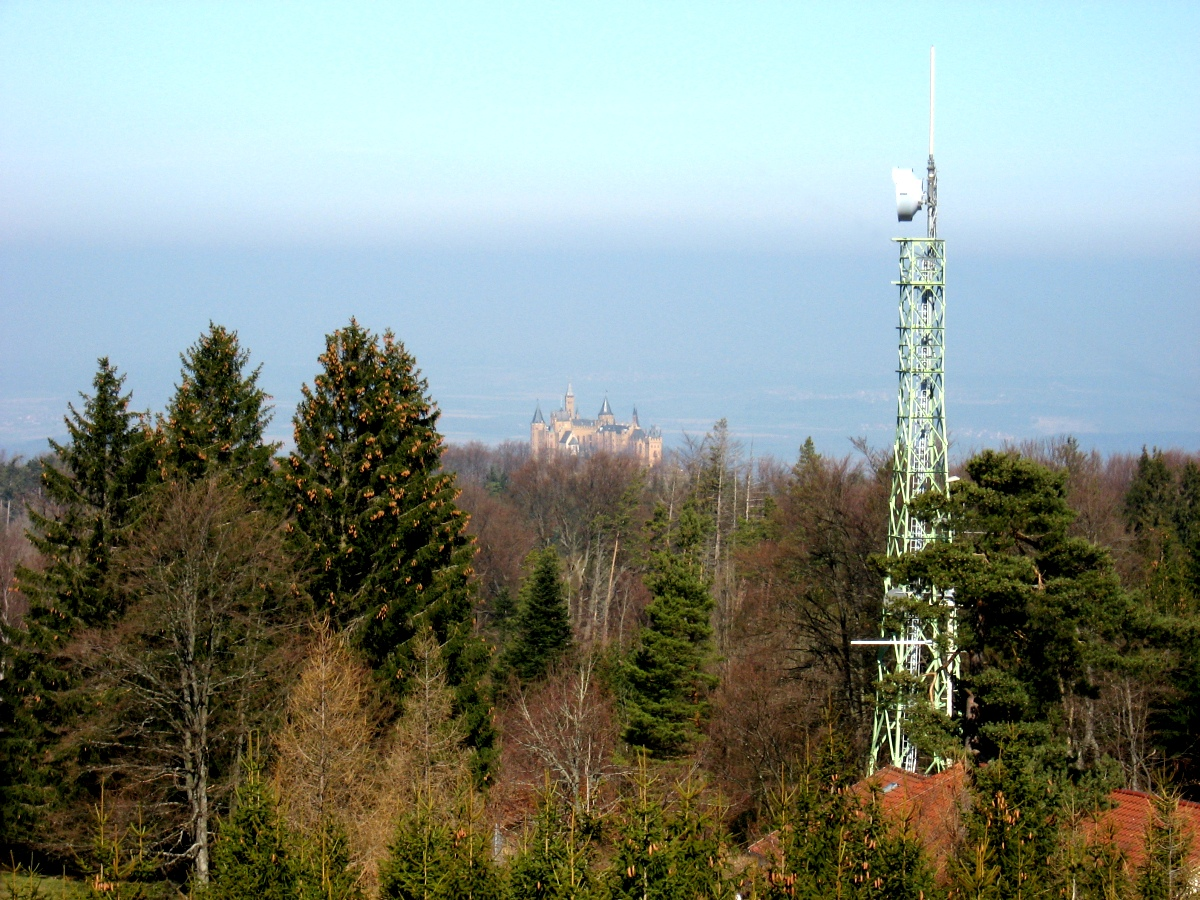
Richtfunkturm auf dem Raichberg, im Hintergrund die Burg Hohenzollern
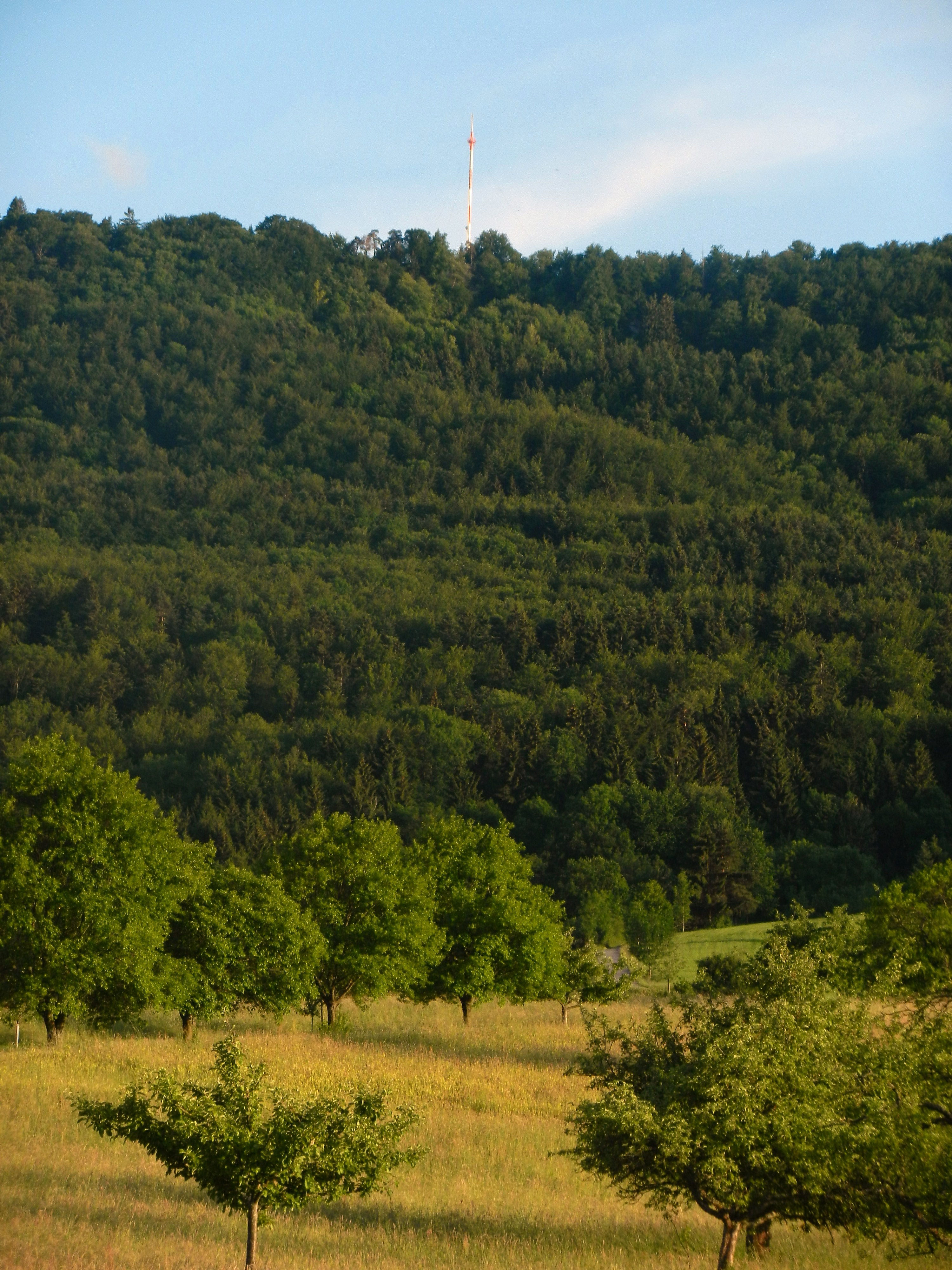
Berg und Sender aus nördlicher Richtung vom Albvorland aus gesehen
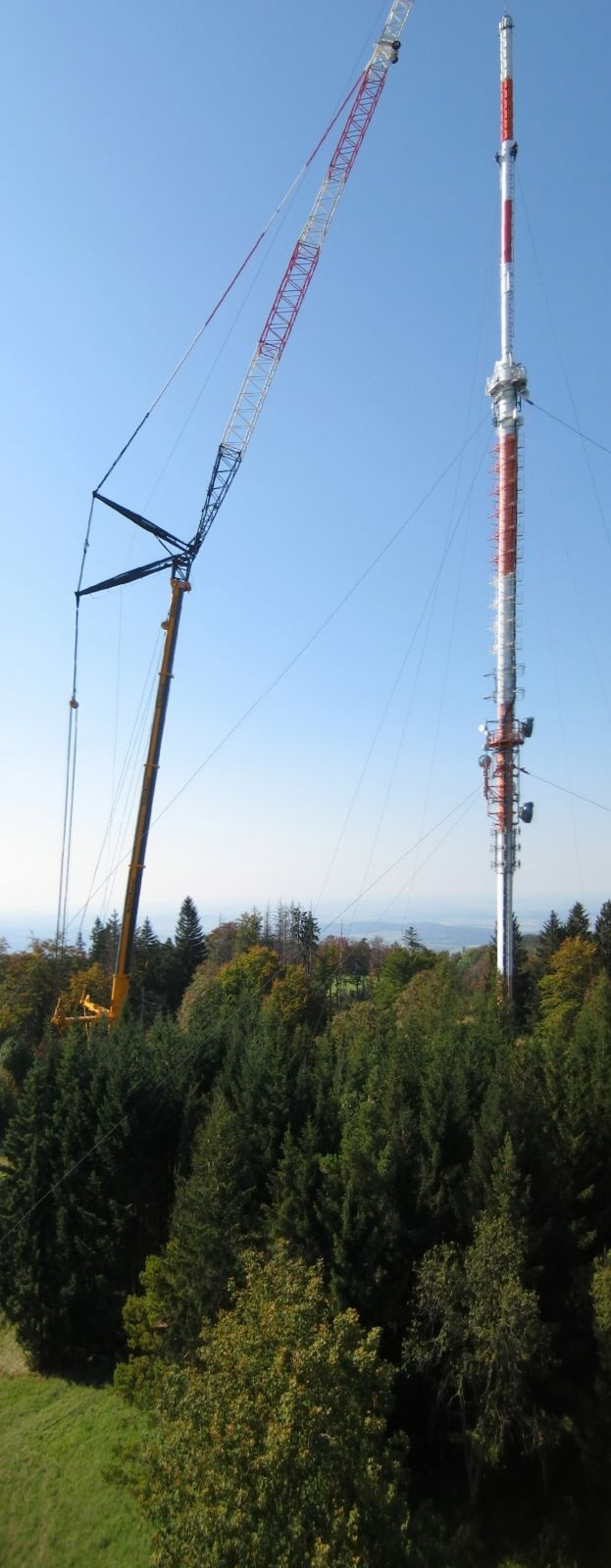
Umbauarbeiten für DVB‑T an der Sendeanlage Raichberg im September 2007